# 266 a.C.
Il 266 a.C. (CCLXVI a.C. in numeri romani) è un anno  del III secolo a.C.

## Eventi
- India - L'imperatore Aśoka si converte al Buddhismo
- Roma consolida la sua egemonia in Umbria conquistando Sarsina e Galeata, così come nel Salento, terminando il bellum Sallentinum iniziato un anno addietro: le conquiste di Italia e Magna Grecia sono portate a compimento.

## Nati
- Gelone II, siceliota († 216 a.C.)

## Morti
- Mitridate I del Ponto, re